# Panfilo De Riseis
Panfilo De Riseis (Scerni, 20 agosto 1795 – Napoli, 10 agosto 1883) è stato un politico italiano.
Fu membro del Parlamento delle Due Sicilie e in seguito senatore del Regno d'Italia nella XIII legislatura.

## Biografia

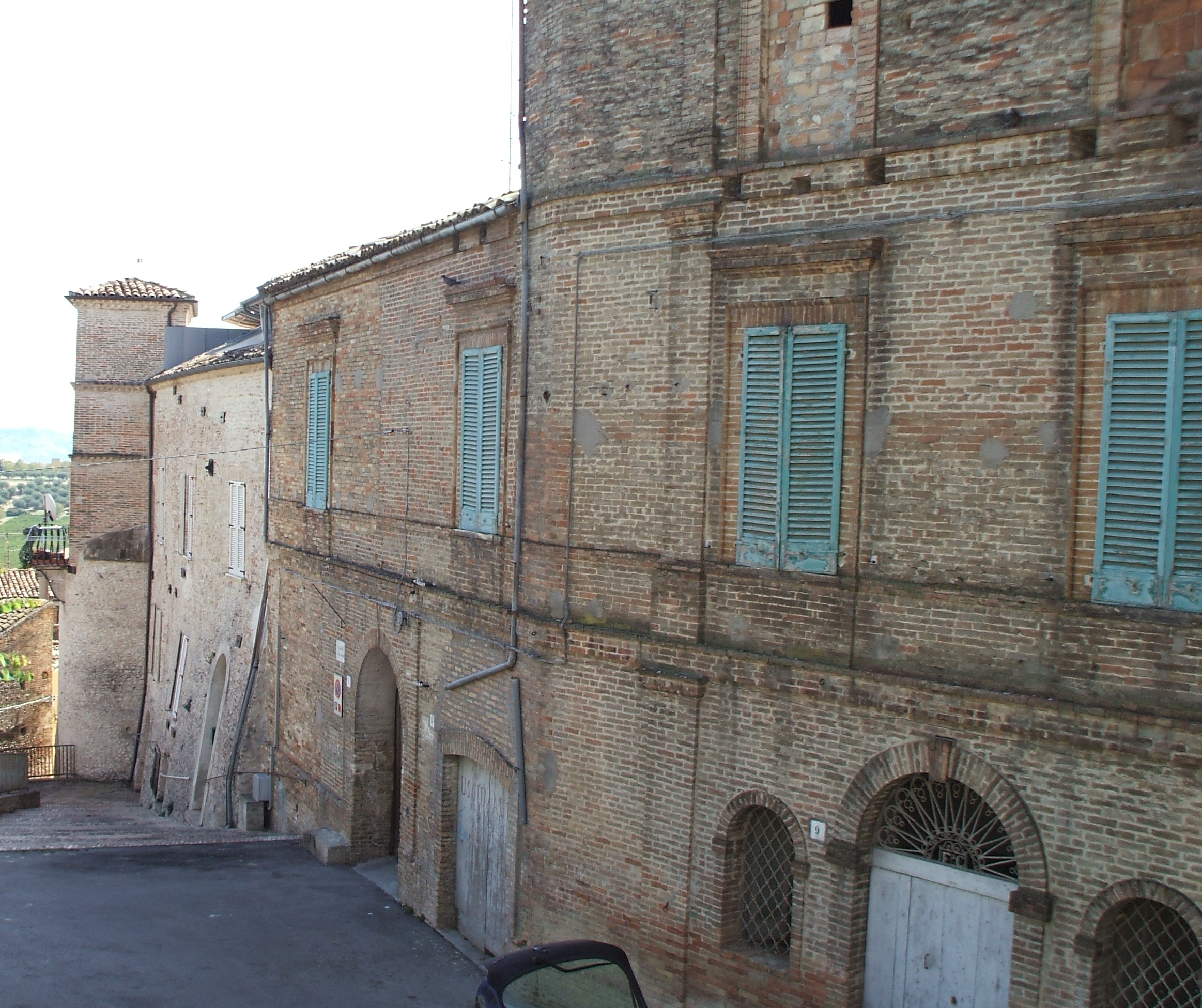
Il palazzo De Riseis a Scerni.

Panfilo De Riseis nacque a Scerni nel 1795, figlio primogenito di Camillo De Riseis e Rosalia Cappuccini. Entrambi i genitori appartenevano ad agiate famiglie di possidenti terrieri, tradizionalmente legate alla dinastia borbonica. Panfilo De Riseis, sospettato di essere membro della Carboneria, scontò nel 1814 un anno di carcere a Napoli. Interessato al miglioramento delle tecniche agricole, partecipò alla prima riunione degli scienziati italiani, svoltasi a Pisa del 1839 e alla settima riunione degli scienziati italiani, svoltasi a Napoli nel 1845. Nominato inquisitore dell'Ordine reale e militare Costantiniano di S. Giorgio ne diresse l'amministrazione dal 1847 al 1862, anno nel quale i beni di tale ente furono incamerati dallo Stato. Con la proclamazione della costituzione del 1848 venne nominato Pari del Regno, entrando nel Parlamento delle Due Sicilie. 
In qualità di Presidente del Consiglio della provincia di Teramo, nel maggio del 1853 presentò, discusse e fece approvare dal Governo un progetto per la ferrovia che da Napoli sarebbe giunta sino in Abruzzo. Per tale progetto impiegò capitali, fece eseguire studi e stipulò un contratto con la società Labot di Parigi, ma infine il progetto fu vanificato per intervento governativo (a causa di una controversia sulla realizzazione dell'impianto di illuminazione). Pubblicò opere di carattere scientifico ed ebbe corrispondenze con illustri scienziati, fra i quali il marchese Cosimo Ridolfi di Firenze e Bartolomeo Biasoletto di Trieste. Nel 1880 venne nominato senatore del regno.
Sposatosi nel 1826 con Maria Clementina Dragonetti de Torres (sorella di Luigi Dragonetti), ebbe due figli, Giuseppe e Luigi De Riseis.
A Panfilo De Riseis sono intitolate una strada maggiore e la piazza grande di Scerni.